# خوان لوزانو
خوان لوزانو (انگلیسی: Juan Lozano؛ زادهٔ ۳۰ اوت ۱۹۵۵) بازیکن فوتبال اهل اسپانیا است.
از باشگاه‌هایی که در آن بازی کرده‌است می‌توان به باشگاه فوتبال اندرلشت و باشگاه فوتبال رئال مادرید اشاره کرد.